# Estación de Palencia
Palencia, también conocida coloquialmente como la estación del Norte, es la principal estación de ferrocarril de la ciudad española de Palencia, en la comunidad autónoma de Castilla y León. Cuenta con amplios servicios de Alta Velocidad, Larga Distancia y Media Distancia operados por Renfe. Se encuentra cerca del centro de la ciudad, al lado del Parque de los Jardinillos de la Estación y de la estación de autobuses de la capital.

## Situación ferroviaria
La estación, que está situada a 779 metros de altitud, forma parte de las siguientes líneas férreas:
- Línea férrea de ancho internacional Valladolid-León, punto kilométrico 230,62.
- Línea férrea de ancho ibérico Venta de Baños-Gijón, punto kilométrico 297,1.
- Línea férrea de ancho ibérico Palencia-Santander, punto kilométrico 297,053.[1]

## Historia
La llegada del ferrocarril a Palencia tuvo lugar en 1860 con la apertura del tramo que unía Alar del Rey con Venta de Baños pasando por Palencia. Se construyó así una primera estación sin excesivas pretensiones que se llamaba del Norte o de Alar. Muy diferente a este primer recinto fue el que se levantó en 1875 con la puesta en marcha del tramo Palencia-León de la línea que buscaba unir Palencia con Galicia. Esta nueva estación se construyó cerca de la primera y se llamó inicialmente estación del Noroeste. Aunque las obras iniciales correspondieron a la Compañía del Noroeste de España esta acabó anexionada por Norte en 1885 quien gestionó la estación que pasó a llamarse del Norte hasta 1941,fecha de la nacionalización del ferrocarril en España y de la creación de RENFE. Junto a esta estación y compartiendo en parte la playa de vías de mercancías y estacionamiento al norte de la misma, se construyó la estación termino de la Compañía de Ferrocarriles Secundarios de Castilla que conectaba Villalón de Campos con Palencia entrando en servicio el 1 de julio de 1912 presidiendo el acto el Rey Alfonso XIII. . 
Desde el 1 de enero de 2005 el ente Adif es la titular de las infraestructuras. Durante el año 2014 sufrió una serie de mejoras en los andenes y vías para adaptarla a la llegada de la alta velocidad, que entró en funcionamiento el 29 de septiembre de 2015 con la inauguración de la LAV Valladolid-Palencia-León.

## Descripción
La estación se encuentra al norte de la ciudad, a escasa distancia del centro urbano. Su edificio para viajeros es una clara muestra del clasicismo francés con una estructura simétrica en forma de U compuesta por un cuerpo central dos alas laterales y dos anexos finales. Todo ello sobre dos plantas y con disposición lateral a la vía. Dispone de dos andenes, uno lateral y otro central al que acceden tres vías. Cuenta además con otra vía de apartado. 
El vestíbulo ha sido remodelado tras el incremento de viajeros con motivo de la llegada de la Alta Velocidad permitiendo así ampliar el espacio comercial y el punto de recepción de viajeros junto con el control de equipajes además del resto de las dependencias de la estación. Cuenta con aseos, puestos de información al viajero y venta de billetes.

## Servicios ferroviarios

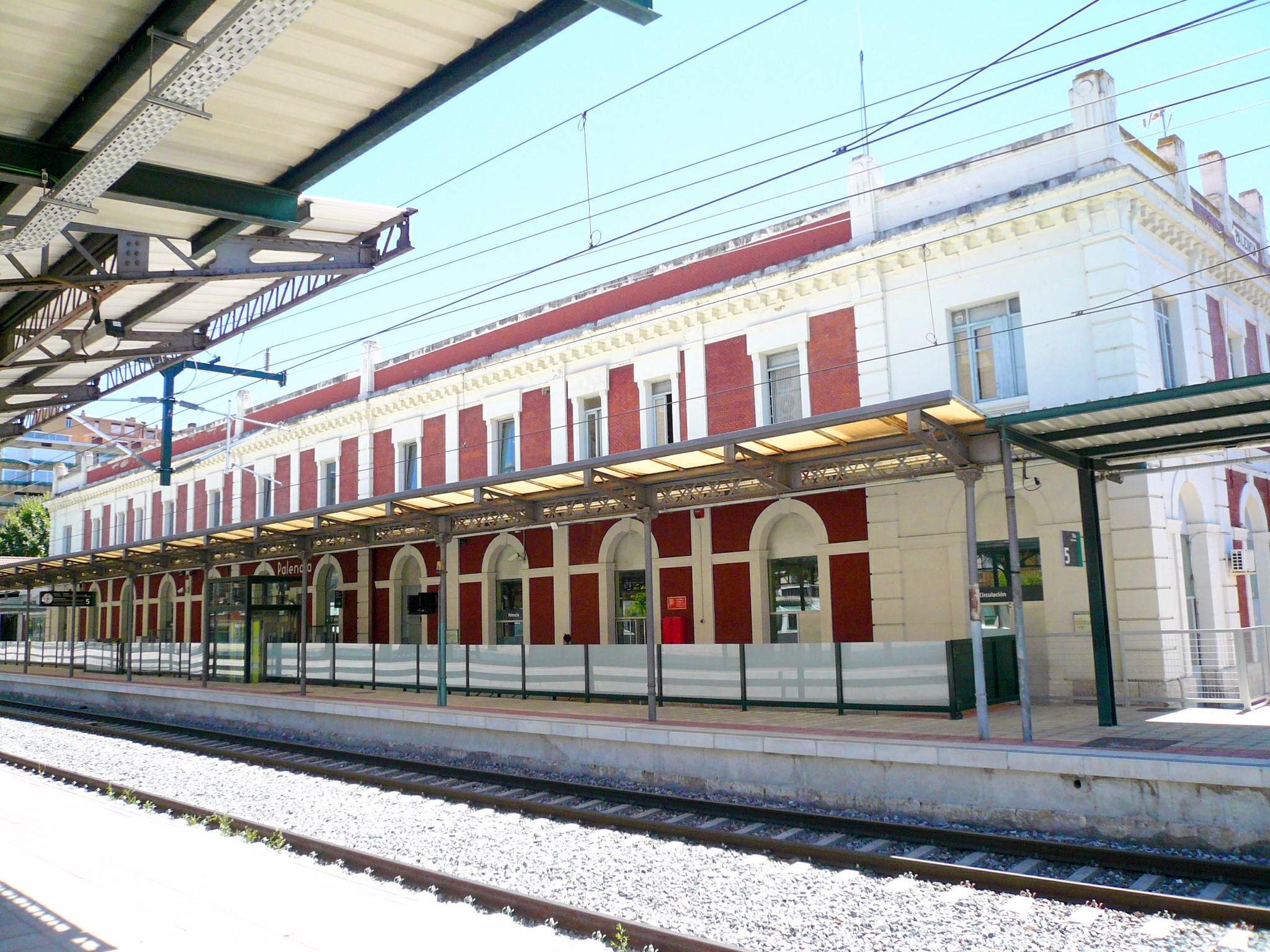
Vista de los andenes.

### Alta Velocidad y Larga Distancia
Palencia cuenta con trenes AVE que la conectan con León, Valladolid, Segovia-Guiomar, Madrid Chamartín y desde el 13 de septiembre de 2022 cuenta con servicios AVE transversales hacia Levante que atraviesan el Túnel Atocha-Chamartín de Ancho Internacional. También los trenes Alvia que circulan por la línea de Alta velocidad cubren los servicios de Larga Distancia entre Cantabria/Asturias con Valencia, Oropesa y Alicante. Con la puesta en servicio de la Variante de Pajares y el incremento de tráfico entre Madrid-León y Asturias, en junio de 2024 se puso en servicio los trenes low cost Avlo entre Madrid y Gijón efectuando parada en esta estación con el material AVRIL S-106, con estas unidades, que disponen de tecnología de cambio de ancho, Renfe pudo expandir el servicio hasta Asturias desde León.
En cuanto a trenes de Larga Distancia, Palencia queda conectada con todas las capitales de provincia de Castilla y León, excepto Soria y Zamora, además de varias ciudades de España, fundamentalmente del norte peninsular.

### Media Distancia
En Palencia Renfe ofrece servicios de Media Distancia que enlazan la ciudad con una amplia variedad de destinos entre los que están ciudades como Madrid, Valladolid, León o Burgos. También existen conexiones directas con el País Vasco, Cantabria, La Rioja y Galicia. Los trenes de Alta Velocidad entre Valladolid y León así como los trenes que circulan entre Madrid y Palencia por la línea de Alta Velocidad prestan servicio AVANT con los abonos recurrentes.